# Helena Čapková

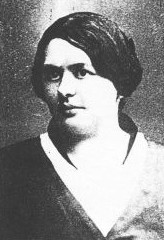
Helena Čapková

Helena Čapková (verheiratete Koželuhová, wiederverheiratete Palivcová; * 28. Januar 1886 in Hronov, Ostböhmen, damals Österreichisch-ungarische Monarchie; † 27. November 1961 in Prag, Tschechoslowakei) war eine tschechische Schriftstellerin und Autorin von Erinnerungswerken über ihre Brüder Karel und Josef Čapek.

## Leben
Nach dem Umzug der Familie nach Úpice besuchte Čapková zunächst die dortige Mädchenschule und ab 1897 die höhere Mädchenschule Vesna in Brünn, die vom damaligen Frauenbildungsverein Vesna betrieben wurde. Im Jahr 1899 unterbrach sie den Schulbesuch, um Deutsch zu lernen und in Úpice Klavierunterricht zu nehmen. Nach der Rückkehr nach Brünn und einem erfolgreichen Vesna-Abschluss 1901 unterrichtete sie in Hradec Králové die Fächer Kochen, Nähen, Sticken und Tanzen. Im Jahr 1904 heiratete sie den Brünner Politiker und Juristen František Koželuh, der 1926 starb. Mit Koželuh hatte sie zwei Töchter: Eva (geboren 1905) und Helena (geboren 1907).
Danach zog Čapková 1928 nach Prag um. 1930 heiratete sie den Schriftsteller und Diplomaten Josef Palivec, damals noch Kulturattaché in Paris. Während der deutschen Besetzung nahmen beide am Tschechoslowakischen Widerstand teil, Helena Čapková vor allem durch die Verbreitung illegaler Zeitschriften, sie half auch verfolgten Personen zur Flucht. Ihr Ehemann Palivec, der 1945 durch die Gestapo verhaftet und gefoltert wurde, fiel nach 1948 durch seine antikommunistischen Äußerungen auf, wurde 1949 durch das kommunistische Regime verhaftet und in einem Schauprozess 1951 zu 20 Jahren Haft verurteilt. Helena Čapková wurde danach verfolgt, schikaniert und lebte in ärmlichen Verhältnissen. Sie starb 1961.

## Werke (Auswahl)
Ihre literarischen Werke veröffentlichte die Autorin unter ihrem Geburtsnamen Helena Čapková. Sie wurden bisher nicht ins Deutsche übersetzt. a)
- Pohádka o babiččině zástěře [Märchen von der Schürze der Großmutter], 1920, in Nůše pohádek III (Hrsg.: Karel Čapek)
- Malé děvče [Kleines Mädchen], 1920
- Kolébka [Die Wiege], 1922
- O živé lásce [Über lebendige Liebe], 1924
- Moji milí bratři [Meine lieben Brüder], 1962